# Radek Musil
Radek Musil (* 5. November 1973 in Mladá Boleslav, Tschechoslowakei) ist ein ehemaliger tschechischer Handballspieler. Er war zuletzt Torwart beim Zweitligisten EHV Aue.
Seine Karriere begann beim tschechischen Club Dukla Prag. Nach zwei Pokalsiegen und einer Vizemeisterschaft wechselte er über Allrisk Prag zum Ligarivalen HC Frýdek-Místek, wo er 2004 die tschechische Meisterschaft gewann. 2004 unterzeichnete Musil dann einen Vertrag mit dem damaligen Zweitligisten MT Melsungen. Am Ende der Saison stieg er mit der Mannschaft in die Bundesliga auf. Im Sommer 2008 wechselte Musil zum ThSV Eisenach. Ab der Saison 2013/14 hütet Musil das Tor vom EHV Aue, bei dem er im Sommer 2016 seine Karriere beendete.
Musil war in der Saison 2017/18 beim EHV Aue als Co-Trainer tätig. Ab dem Sommer 2018 hütet er wieder das Tor vom EHV Aue. Weiterhin war er beim EHV Aue als Torwarttrainer tätig. 2020 verließ er Aue.
Für Tschechien bestritt 20 Länderspiele. Weder bei der Handball-Weltmeisterschaft 2007, noch bei der Europameisterschaft 2008 gehörte er allerdings dem tschechischen Kader an.
Radek Musil ist verheiratet und hat zwei Kinder.